# 1977 XF2
1977 XF2 är en asteroid i huvudbältet som upptäcktes den 7 december 1977 av den amerikanska astronomen Schelte J. Bus vid Palomar-observatoriet.
Asteroiden har en diameter på ungefär 13 kilometer och den tillhör asteroidgruppen Nocturna.